# Estanca de los Dos Reinos
La Estanca de los Dos Reinos (Enclave Natural EN-13 Laguna de Dos Reinos, Red Natura 2000 ZEC/ZEPA Estanca de los Dos Reinos) es una balsa construido artificialmente a finales de los años 50, este humedal se encuentra dentro del término municipal de Carcastillo muy próximo al concejo de Figarol, al sureste de la Comunidad Foral de Navarra en España, en la muga con Aragón. La balsa, con 1,60 m de profundidad, abarca unas 20 hectáreas y la Zona de Especial Conservación unas 32 hectáreas.
El área protegida forma parte de la red europea de áreas protegidas Natura 2000. Incluye el cuerpo de agua del mismo nombre y sus alrededores. La laguna poco profunda fue represado artificialmente mediante un dique de tierra y está rodeado por una carretera. La sequía estival se compensa con el agua del cercano Canal de Bardenas mediante excedentes de riego facilitados por el Sindicato de Riegos de Figarol.
En la zona periférica se han formado comunidades halófilas. Aquí también se encuentran algunas especies de anfibios, así como la nutria y el visón europeo. El humedal también proporciona un importante hábitat de reproducción, invernada y descanso para numerosas especies de aves.
El área fue declarada previamente como Lugar de Importancia Comunitaria (LIC) por la conservación de aves en 1990 y propuesta como área FFH en 1999. En 2016 fue designada como Zona de Especial Conservación (ZEC). En el lado aragonés, la zona se complementa con la reserva de aves de Lagunas y Carrizales de Cinco Villas.

## Objeto de la protección

### Tipos de hábitat
En la zona se encuentran los siguientes tipos de hábitat según el Anexo I de la Directiva de Hábitats; los tipos de hábitat prioritarios están marcados con *:
| UE código | * | Tipo de hábitat (nombre oficial)                                                                    | Área (ha) |
| --------- | - | --------------------------------------------------------------------------------------------------- | --------- |
| 1310      |   | Vegetación pionera con Salicornia y otras especies anuales sobre barro y arena (marismas samphires) | 0,6       |
| 1410      |   | Marismas mediterráneas (Juncetalia maritimi)                                                        | 1.3       |
| 1420      |   | Barbas del Mediterráneo y del Atlántico templado (Sarcocornetea fruticosae)                         | 1         |
| 1430      |   | Exfoliantes halonitrófilos (Pegano-Salsoletea)                                                      | 0.1       |
| 1510      | * | Marismas mediterráneas (Limonietalia)                                                               | 0.2       |
| 4090      |   | Brezales endémicos oromediterráneos de aulagas                                                      | 0.3       |
| 6220      | * | Pastizales secos mediterráneos de la Thero-Brachypodieta                                            | 1.6       |
| 6420      |   | Pastizales húmedos mediterráneos con arbustos altos de Molinio-Holoschoenion                        | 0,01      |

### Inventario de especies
Se declaran para la zona los siguientes tipos de interés comunitario:
| Imagen            | UE código | * | Art.          | Nombre científico | Grupo de especies |
| ----------------- | --------- | - | ------------- | ----------------- | ----------------- |
| Fischotter        | 1355      |   | Nutria        | lutra lutra       | Mamíferos         |
| Europäischer Nerz | 1356      | * | Visón europeo | Mustela lutreola  | Mamíferos         |

Se reportan las siguientes especies de aves para el área; las especies incluidas en el Apéndice I de la Directiva de Aves están marcadas con *:
| Imagen         | Apéndice I | UE Código | Art                 | Nombre científico            |
| -------------- | ---------- | --------- | ------------------- | ---------------------------- |
| Spießente      |            | A054      | Ánade rabudo        | Anas acuta                   |
| Löffelente     |            | A056      | Pato cuchara        | Anas clypeata                |
| Krickente      |            | A052      | Cerceta común       | Anas crecca                  |
| Pfeifente      |            | A050      | Silbón europeo      | Anas penelope                |
| Stockente      |            | A053      | Ánade real          | Anas platyrhynchos           |
| Schnatterente  |            | A051      | Ánade friso         | Anas strepera                |
| Graugans       |            | A043      | Ganso común         | Anser anser                  |
| Graureiher     |            | A028      | Garza real          | Ardea cinerea                |
| Purpurreiher   | *          | A029      | Garza imperial      | Ardea purpurea               |
| Tafelente      |            | A059      | Porrón europeo      | Aythya ferina                |
| Rohrdommel     | *          | A021      | Avetoro común       | Botaurus stellaris           |
| Kuhreiher      |            | A025      | Garza ganadera      | Bubulcus ibis                |
| Rohrweihe      | *          | A081      | Aguilucho langunero | Circus aeruginosus           |
| Kornweihe      | *          | A082      | Aguilucho pálido    | Circus cyaneus               |
| Silberreiher   | *          | A027      | Garza blanca        | Egretta alba                 |
| Zwergdommel    | *          | A022      | Avetorillo común    | Ixobrychus minutus           |
| Kormoran       |            | A391      | Cormorán carbo      | Phalacrocorax carbo sinensis |
| Haubentaucher  |            | A005      | Somormujo lavanco   | Podiceps cristatus           |
| Zwergsumpfhuhn | *          | A121      | Polluela chica      | Porzana pusilla              |
| Beutelmeise    |            | A336      | Moscón europeo      | Remiz pendulinus             |

## Vegetación
También se encuentran en esta laguna comunidades halófilas localizadas en la banda periférica de la balsa, hábitats que presentan un mayor interés de conservación: «destacan los juncales (Juncus maritimus, Juncus subulatus) la comunidad de Salicornia patula, los matorrales de sosa de Suaedetum braun-blanquetii y los espartales halófilos de Limonio viciosoi-Lygeetum sparti, especialmente la variante con Limonium ruizii.»